# ألبرت وايت (لاعب كريكت)
ألبرت وايت (10 يناير 1889 - 9 مارس 1965 في المملكة المتحدة)  (بالإنجليزية: Albert White)‏ هو لاعب كريكت بريطاني (وحمل سابقاً جنسية المملكة المتحدة لبريطانيا العظمى وأيرلندا).